# Unidades de Conservação de Pernambuco
As unidades de conservação de Pernambuco (UCs) representam um dos principais instrumentos para a conservação e manejo da biodiversidade no estado brasileiro supracitado, situado na Região Nordeste do país. São áreas que incluem os recursos naturais e as águas jurisdicionais com relevantes características naturais e instituídas legalmente pelo Poder Público (federal, estadual ou municipal), com objetivos de conservação, limites definidos, e um de regime especial de administração.

## Histórico

### Sistema Nacional de UCs - SNUC
Unidades de conservação são espaços com características naturais relevantes, que têm a função de assegurar a representatividade de amostras significativas e ecologicamente viáveis das diferentes populações, habitats e ecossistemas do território nacional e das águas jurisdicionais, preservando o patrimônio biológico existente. No Brasil, as unidades de conservação começaram a ser estabelecidas, por iniciativa do governo federal, a partir de 1937, três anos após a instituição do Código Florestal. A primeira área legalmente protegida foi o Parque Nacional de Itatiaia que sua criação objetivava a conservação da paisagem ali presente. 
Em 2000, o Brasil instituiu a Lei Nacional de Nº 9.985, amparando legalmente o Sistema Nacional de Unidades de Conservação da Natureza (SNUC), que objetiva a conservação da biodiversidade nacional, fornecendo subsídios legas às esferas federal, estadual e municipal de gerir o espaço ambiental brasileiro, através da padronização das categorias de UC e a implementação do SNUC, possibilitando a criação de ações mais eficientes que sejam voltadas para conservação do meio ambiente.

### Sistema Estadual de UCs de Pernambuco - SEUC/PE
Baseado no Sistema Nacional de Unidades de Conservação (SNUC) o estado, a partir da lei estadual 13.787/09, de 08 de junho de 2009, institui o Sistema Estadual de Unidades de Conservação da Natureza- SEUC de Pernambuco, estabelecendo os critérios e normas estaduais para a criação, implantação e gestão das Unidades de Conservação, bem como as infrações e suas respectivas penalidades. O sistema estadual abrange toda a diversidade de ecossistemas naturais existentes nas esferas estadual e municipal e nas suas águas jurisdicionais. Dentre seus objetivos estão a contribuição na manutenção da diversidade biológica e dos recursos genéticos no âmbito estadual, bem como a preservação e a restauração da diversidade de ecossistemas naturais, promover a utilização dos princípios e práticas de conservação da natureza no processo de desenvolvimento sustentável e a proteção de de recursos necessários à subsistência de populações tradicionais, respeitando e valorizando seu conhecimento e sua cultura, promovendo-as social e economicamente.

#### Gestão
O sistema estadual é gerido por um órgão consultivo e deliberativo, o Conselho Estadual do Meio Ambiente - Consema, e um órgão central, a Secretaria de Ciência, Tecnologia e Meio Ambiente - SECTMA. Entretanto, cabe a Agência Estadual de Meio Ambiente e Recursos Hídricos - CPRH - a administração e gestão ambiental das Unidades de Conservação (UCs) Estaduais, estando entre suas atribuições:
- subsidiar tecnicamente propostas de criação de Ucs;
- implementar o Sistema Estadual de Ucs;
- encaminhar propostas de criação de Ucs;
- administrar  e fiscalizar as UCs públicas estaduais;
- reconhecer as UCs Privadas;
- elaborar Planos de Manejo para as UCs;
- elaborar, implementar, manter atualizado e divulgar o cadastro estadual de UCs.

A gestão desse sistema ainda conta com o apoio de órgãos complementares, como o Instituto Chico Mendes de Conservação da Biodiversidade - ICMBio, Companhia Independente de Policiamento do Meio Ambiente - CIPOMA, Instituto Brasileiro do Meio Ambiente e dos Recursos Naturais Renováveis – IBAMA, Ministério Público, assim como os órgãos dos governos municipais, que também atuarão em ações de fiscalização e repressão a infrações ambientais.

## Unidades de Conservação Estaduais
De acordo com o Sistema Estadual de Unidades de Conservação da Natureza- SEUC, o estado de Pernambuco possuía em 2014 cerca de 80 Unidades de Conservação Estaduais (40 de Proteção Integral e 40 de Uso Sustentável). Dentre as Unidades de Proteção Integral estão 3 Estações Ecológicas (ESEC), 5 Parques Estaduais (PE), 31 Refúgios de Vida Silvestre (RVS) e 1 Monumento Natural (MONA). Já entre as Unidades de Uso Sustentável figuram 18 Áreas de Proteção Ambiental (APA), 8 Reservas de Floresta Urbana (FURBs), 13 Reservas Particulares do Patrimônio Natural (RPPNs), e 1 Área de Relevante Interesse Ecológico (ARIE).A maior parte das APAs são compostas de áreas estuarinas, inicialmente transformadas em reservas biológicas (Lei nº 6.938/81), e definidas como áreas de proteção ambiental, através da Lei nº 9.931 de 11 de dezembro de 1986. Ao longo dos 187 Km do litoral, situam-se as 13 áreas protegidas por Lei, entre elas as dos rios Capibaribe, Beberibe e Paratibe que, devido a sua completa descaracterização, em decorrência da ocupação urbana, são consideradas casos especiais de proteção.
Abaixo segue o Mapa das Áreas Protegidas na Região Metropolitana do Recife (RMR), com a referida legenda:

### Recife
A configuração das unidades de conservação da capital pernambucana, baseia-se num conjunto de leis federais, estaduais e municipais; esse embasamento jurídico que cria e firma espaços na cidade para a conservação, muitas vezes diverge do que sugere a gestão ambiental municipal, onde através da Lei de Uso e Ocupação do Solo do Recife (Lei N.º16.176/96), do Código de Meio Ambiente e Equilíbrio Ecológico da Cidade (Lei N.º 16.243/96) e da Lei Estadual de N.º 9.989/87 que cria as Reservas Ecológicas da Região Metropolitana do Recife, são instituídas várias unidades de conservação em área urbana com denominações diferentes para o mesmo espaço.
Em Recife, a escolha das áreas para a implantação das Unidades de Conservação varia de acordo com as características físicas e biológicas dos ecossistemas presentes, sendo denominadas como Zonas Especiais de Proteção Ambiental (ZEPAs), estas podendo ser zonas de mata, mangue, restinga, açudes e cursos d'água. Nas demais regiões do estado, a importância biológica e cultural, a beleza cênica e a proteção de espécies endêmicas são os principais critérios utilizados na demarcação dessas áreas.

### Unidades de Proteção Integral
As Unidades de Proteção Integral tem como objetivo básico a preservação da natureza, sendo admitido apenas o uso indireto de seus recursos naturais, mantendo os ecossistemas com menor interferência antrópica. O SEUC/PE divide estas unidades em 5 categorias:
- Estação ecológica - ESEC
- Parque Estadual - PE
- Refúgio de Vida Silvestre - RVS
- Reserva Biológica - ReBio
- Monumento Natural - MN

Todas as áreas de proteção integral estão situadas na Região Metropolitana do Recife, com exceção de parte do Refúgio da Vida Silvestre Mata do Urucu, situado entre os municípios de Cabo de Santo Agostinho, Vitória de Santo Antão e Escada, e do Parque Estadual Mata da Pimenteira, em Serra Talhada, a única área de proteção integral no ecossistema de Caatinga.
1. Estação Ecológica Caetés
2. Estação Ecológica Serra da Canoa
3. Estação Ecológica de Bita e Utinga
4. Parque Estadual Dois Irmãos
5. Parque Estadual Mata de Duas Lagoas
6. Parque Estadual Mata do Zumbi
7. Parque Estadual Mata da Pimenteira
8. Parque Estadual Serra do Areial
9. Refúgio de Vida Silvestre Mata de Santa Cruz
10. Refúgio de Vida Silvestre Mata do Amparo
11. Refúgio de Vida Silvestre Mata do Engenho São João
12. Refúgio de Vida Silvestre Mata do Jaguaribe
13. Refúgio de Vida Silvestre Mata Engenho Macaxeira
14. Refúgio de Vida Silvestre Mata Lanço dos Cações
15. Refúgio de Vida Silvestre Mata do Urucu
16. Refúgio de Vida Silvestre Mata da Serra do Cotovelo
17. Refúgio de Vida Silvestre Mata do Cumaru
18. Refúgio de Vida Silvestre Mata da Usina São José
19. Refúgio de Vida Silvestre Mata de Miritiba
20. Refúgio de Vida Silvestre Mata do Quizanga
21. Refúgio de Vida Silvestre Mata de Mussaíba
22. Refúgio de Vida Silvestre Mata do Curado
23. Refúgio de Vida Silvestre Mata do São João da Várzea
24. Refúgio de Vida Silvestre Mata do Eng° Uchóa
25. Refúgio de Vida Silvestre Mata do Sistema Gurjaú
26. Refúgio de Vida Silvestre Mata do Bom Jardim
27. Refúgio de Vida Silvestre Mata do Engº Salgadinho
28. Refúgio de Vida Silvestre Mata de Caraúna
29. Refúgio de Vida Silvestre Mata de Contra Açude
30. Refúgio de Vida Silvestre Mata Tapacurá
31. Refúgio de Vida Silvestre Mata do Eng° Tapacurá
32. Refúgio de Vida Silvestre Mata do Toro
33. Refúgio de Vida Silvestre Mata Camucim
34. Refúgio de Vida Silvestre Mata do Outeiro do Pedro
35. Refúgio de Vida Silvestre Mata do Eng° Moreninho
36. Refúgio de Vida Silvestre Matas do Siriji
37. Refúgio de Vida Silvestre Matas de Água Azul
38. Refúgio da Vida Silvestre Riacho Pontal
39. Refúgio de Vida silvestre Tatu-bola
40. Monumento Natural Pedra do Cachorro

### Unidades de Uso Sustentável
O objetivo dessas áreas é compatibilizar a conservação da natureza com o uso sustentável de parcela de seus recursos naturais. Nesses locais é permitida a exploração do ambiente, visando a garantia da perenidade dos recursos ambientais renováveis e dos processos ecológicos, seguindo os preceitos básicos do desenvolvimento sustentável. Segundo o SEUC/PE, as Unidades de Uso Sustentável estão divididas em 8 categorias:
- Área de Proteção Ambiental - APA
- Reserva Particular do Patrimônio Natural - RPPN
- Área de Relevante Interesse Ecológico - ARIE
- Floresta Estadual - FLOE
- Reserva de Fauna - REFAU
- Reserva de Desenvolvimento Sustentável - RDS
- Reserva de Floresta Urbana - FURB
- Reserva Extrativista - RESEX

Essas unidades encontram-se distribuídas por toda o estado, englobando, principalmente áreas de Mata Atlântica e Mangue. As maiores áreas são compostas pelas APAs de Guadalupe, Santa Cruz e Aldeia Beberibe, cada uma delas com uma área superior a 30 mil hectares. Nesse sistema ainda se encontra a APA do Arquipélago de Fernando de Noronha, uma das poucas áreas de proteção a ambientes marinhos no Brasil.
1. APA de Guadalupe
2. APA de Santa Cruz
3. APA de Sirinhaém
4. APA Arquipélago de Fernando de Noronha
5. APA Aldeia-Beberibe
6. ARIE Ipojuca-Merepe
7. Reserva de Floresta Urbana Mata de São Bento
8. Reserva de Floresta Urbana Mata de Camaçari
9. Reserva de Floresta urbana Mata de Jangadinha
10. Reserva de Floresta Urbana Mata de Manassu
11. Reserva de Floresta Urbana Mata do Passarinho
12. Reserva de Floresta Urbana Mata de Jaguarana
13. Reserva de Floresta Urbana Mata do Janga
14. Reserva de Floresta Urbana Mata de Dois Unidos
15. RPPN Fazenda Tabatinga
16. RPPN Bituri
17. RPPN Pedra do Cachorro
18. RPPN Jussaral
19. RPPN Laje Bonita
20. RPPN Bicho Homem
21. RPPN Engenho Santa Rita
22. RPPN Engenho Contestado
23. RPPN Karawa-tá
24. RPPN Pedra D'Antas
25. RPPN Eco Fazenda Morim
26. RPPN do Benedito
27. RPPN Santo Antônio
28. APA Estuarina do Canal de Santa Cruz
29. APA Estuarina do Rio Goiana e Megaó
30. APA Estuarina do Rio Itapessoca
31. APA Estuarina do Rio Jaguaribe
32. APA Estuarina do Rio Timbó
33. APA Estuarina do Rio Paratibe
34. APA Estuarina do Rio Beberibe
35. APA Estuarina do Rio Capibaribe
36. APA Estuarina dos Rios Jaboatão e Pirapama
37. APA Estuarina dos Rios Sirinhaém e Maracaipe
38. APA Estuarina do Rio Formoso
39. APA Estuarina do Rio Carro Quebrado
40. APA Estuarina do Rio Una

## Problemas
A grande problemática das Unidades de Conservação de Pernambuco está relacionada a implantação efetiva da área e sua gestão. Das 40 reservas ecológicas estaduais criadas há 25 anos, pouco mais de duas saíram do papel. As Unidades de Conservação do estado geralmente não possuem delimitação física marcada e nem plano de manejo. Recentemente, essas áreas tem passado por um processo de reclassificação, onde constatou-se que entre 31 unidades, apenas o Parque Estadual Dois Irmãos e a Estação Ecológica de Caetés estão em áreas integralmente pertencentes ao estado. Mesmo sendo a maior área de mata do Recife, o Parque Estadual Dois Irmãos, situado nas Bacias dos rios Beberibe e Capibaribe, não possui plano de manejo, mas sim uma "cartilha de normas". Além desse problema na implantação, a maior parte das unidades no estado são pequenas e muitas estão localizadas em áreas de alta perturbação antrópica ou fora do perímetro urbano, dificultando a articulação entre os gestores. 
Com o acelerado processo de crescimento urbano, habitações, indústrias, vias foram surgindo, fragmentando ainda mais os ecossistemas do estado e, principalmente, o da capital. A localização de algumas áreas em perímetros urbanos, a baixa fiscalização e a ausência de trabalhos socioeducativos com as comunidade em seu entorno são fatores que favorecem impactos a esses ambientes, como a caça, pesca e extração de madeira realizada ilegalmente. Outro fator agravante se deve ao avanço em empreendimentos de alto impacto ambiental, como a Via Mangue, sobre áreas de proteção ambiental. A situação dessas áreas em Pernambuco é preocupante e merece melhores estudos.

## Programas de apoio
De acordo com documentos divulgados pela Secretaria de Meio Ambiente e Sustentabilidade (SEMAS) de Pernambuco, existem atualmente pelo menos dois programas prioritários que envolvem incentivos à criação, implementação e gestão de UCs. Divulgado em outubro de 2010, o programa que trata de "Políticas Públicas Ambientais do Estado de Pernambuco", inclui a "Politica Estadual Florestal de Pernambuco", que consiste no gerenciamento do uso e da proteção das florestas e das demais formas de vegetação existentes no território pernambucano. A política tem por objetivo geral disciplinar e orientar as estratégias, responsabilidades e arranjos institucionais para a proteção da cobertura vegetal do Estado. Um dos instrumentos fundamentais é o Sistema Estadual de Unidades de Conservação (SEUC). Este instrumento estabelece critérios e normas para a criação, implantação e gestão das unidades de conservação estaduais que planejadas, organizadas e manejadas de forma coordenada, são capazes de viabilizar os objetivos de conservação da natureza do Estado.
Outro programa tido como prioritário pela SEMAS envolve o Plano Estadual de Mudanças Climáticas (2011) que firma também um incentivo sobre a criação e gestão de Unidades de Conservação, enfatizando sua importância para a manutenção do clima planetário. O documento surgiu como norteador para o desenvolvimento das demais ações do Estado na tarefa de construção da sua Política Estadual de Mudanças Climáticas e se baseia em algumas propostas gerais. Uma dessas propostas consiste em "incentivar a criação de Unidades de Conservação pelos poderes locais, estimulando principalmente as do tipo Reserva Particular do Patrimônio Natural".  
Ainda, entre as Metas de Biodiversidade  e Florestas está "estimular a criação e implementação de Unidades de Conservação em todo o território estadual, por todos os níveis de governo, em consonância com a necessidade de manutenção de estoques de carbono, bem como restauração de áreas degradadas e absorção de carbono por sumidouros"; "incentivar a criação de Reservas Particulares do Patrimônio Natural e outras medidas em prol da conservação ambiental em propriedades privadas"; "reforçar o Programa de Unidades de Conservação de Pernambuco e criar um Programa de Recuperação de Áreas de Preservação Permanente do Estado" e por fim, "incentivar a criação de Unidades de Conservação nas áreas de caatinga".
Em junho de 2013, o governo lançou o Plano de Aplicação para o Desenvolvimento Sustentável com recursos da ordem de R$ 205,2 milhões, oriundos da compensação ambiental paga pelos empreendimentos de maior porte instalados no estado, como o Estaleiro Atlântico SUl (EAS), Petroquímica Suape e fábrica Fiat. Segundo a SEMAS, esses recursos beneficiarão a população no entorno das 81 unidades de conservação existentes no estado.
A Secretaria Estadual de Meio Ambiente e Sustentabilidade destaca dentro do plano a criação de mais 17 unidades de conservação até 2014. Seis estão previstas para 2013. Uma na Serra do Cachorro, em São Caetano e o primeiro Parque Estadual Marinho dos Naufrágios, no litoral do Grande Recife, este último crucial para fortalecer o turismo náutico, um dos mais rentáveis e sustentáveis do mundo, de acordo com o secretário estadual de meio ambiente, Sérgio Xavier.
Em julho de 2013, a Secretaria Estadual de Meio Ambiente e Sustentabilidade, através do Fundo Estadual de Meio Ambiente (FEMA) tornou público o edital para a realização de seleção de projetos para a elaboração de Planos Municipais de Conservação e Recuperação da Mata Atlântica, como um instrumento de gestão ambiental, inserido no Programa de Conservação da Biodiversidade de Pernambuco, objetivando promover o fortalecimento institucional para a gestão florestal e a preservação e conservação dos recursos naturais renováveis. 
Como uma das áreas temáticas dos projetos está o planejamento, implantação e gestão de unidades de conservação, visando a contribuição para o fortalecimento e sustentabilidade do Sistema Estadual de Unidades de Conservação, através da utilização de instrumentos que auxiliem a gestão ambiental para conservação da biodiversidade em Pernambuco e que promovam o aumento de áreas protegidas do bioma e a conectividade entre elas através do estabelecimento de corredores ecológicos, garantindo a sua representatividade e proteção. Estão sendo alocados para este Edital, recursos financeiros limitados ao valor total de aproximadamente R$ 320.000,00 (trezentos e vinte mil reais).